# Obortiv, Radehiv
Obortiv (în ucraineană Обортів) este un sat în comuna Sușno din raionul Radehiv, regiunea Liov, Ucraina.

## Demografie
Componența lingvistică a localității Obortiv
     Ucraineană (100%)
Conform recensământului din 2001, toată populația localității Obortiv era vorbitoare de ucraineană (100%).